# Aspberget
Aspberget este o arie protejată (arie specială de conservare — SAC, sit de importanță comunitară — SCI) din Suedia întinsă pe o suprafață de 392,9 ha, integral pe uscat.

## Localizare
Centrul sitului Aspberget este situat la coordonatele 66°18′42″N 20°34′36″E / 66.3117°N 20.5768°E.

## Înființare
Situl Aspberget a fost declarat sit de importanță comunitară în aprilie 2004 pentru a proteja 1 specie de animale. Situl a fost protejat și ca arie specială de conservare în martie 2011.

## Biodiversitate
Situată în ecoregiunea boreală, aria protejată conține 7 habitate naturale: Taiga vestică, Mlaștini împădurite, Lacuri și iazuri distrofice naturale, Mlaștini turboase de tranziție și turbării mișcătoare, Cursuri de apă de la nivel de câmpie la nivel montan, cu vegetație Ranunculion fluitantis și Callitricho-Batrachion, Păduri caducifoliate de mlaștină fino-scandinave, Turbării Aapa.
La baza desemnării sitului se află o specie protejată de  nevertebrate: Margaritifera margaritifera.